# 死に体
死に体（しにたい）は、相撲用語で姿勢のバランスが崩れた状態を指す。「体（たい）がない」「体（たい）が死んでいる」ともいう。さらにこの言葉が転じて、レームダックと同義語の政治用語としても使われる場合がある。

## 概要
この状態になった力士は、実際に土俵上に体が触れたり土俵を割るなどしなくても、その時点で負けになる。逆に対戦力士は、死に体となった力士より手などを多少早くついても、「かばい手」等と呼ばれ負けにはならない。明文化された規則ではないが、自分や対戦相手が死に体となったら、無用な怪我を避けるため、その時点で廻しや相手の体から手を離し、力を抜かなくてはいけないとされている。
しかし勝負判定にビデオ判定が採用された1969年以降の大相撲では、これに対する弊害として、死に体からでも無理な投げを打って逆転を狙う力士や、逆に勝負あったと力を抜いた相手にダメ押しをする例も見られ、力士の怪我が増加する一因ともなっている。
2022年7月場所中、北の富士勝昭は自身のコラムで「今場所はやたら物言いが多い。一見、審判部は積極的に物言いをつけているように見えるが、確認と称して素人でも分かる相撲にも手を挙げている」「死に体や生き体の区別をはっきりさせた方がいい」と昨今の審判部の傾向を語っている。

## 判断基準
成文化された規則では、
と定められているのみで、「死に体」について明確な基準はなく、実質その時々の行司や勝負審判の判断にまかされている。基本的には、自らの重心を支えきれなかったり、体勢を立て直すことが出来ず、相撲を取り続けられないと判断された状態。逆転は不可能で、技をかけた力士が先に落ちたような場合でも、技をかけられた力士が「死に体」であれば攻めた方が勝ちとなる。
目安として、
- 腰や膝が伸びきって棒立ちとなっている。
- 爪先が土俵をかまず、踵立ちになっている。
- 相手力士にただしがみついているだけで、相手がいなければそのまま倒れるような状態[2]。
- 前方向ではなく、横や後に大きく傾いた状態。

などを指すことが多いが、あいまいでわかりにくいという批判が、長年好角家の間で言われている。一方で、例えばある力士は一度傾くとそこから倒れるまでが非常に早く、別の力士は同じような体勢からでも持ち直す足腰の強さがあるなど、個人差もあって、一律に明文化できる概念でないことも確かである。
また上記条文を厳密に解釈する限り、かばい手の認められるのは土俵内で重ね餅で倒れた時のみということになる。土俵際で体がくずれた相手力士をかばう形で土俵外に足を踏み出してしまった場合（いわゆる「かばい足」）や、体が離れてともに倒れ込んだ場合などについては明確な規則がなく、そのような相撲では判定をめぐって紛糾することも多い。

## 実例
- 死に体の判断をめぐって有名な一番は、1972年1月場所中日の関脇貴ノ花 － 横綱北の富士戦である。北の富士の外掛けを貴ノ花が弓なりになってこらえ上手投げを打ち返し、のしかかった北の富士が先に手をついた。立行司25代木村庄之助は貴ノ花の上手投げを優位と見て軍配を上げたが物言いがつき、協議の結果により貴ノ花の死に体として軍配差し違いで北の富士の勝利となった[4]。しかし勝った北の富士も、後にテレビでビデオ再生された取組を見て、「自分の方が先に『つき手』で負けだったかもしれない」とこぼした程の微妙な判定で、取組後は日本相撲協会に対して抗議が殺到、25代庄之助が引退を余儀なくされるなど波紋を呼んだ一番であった。
- 2004年7月場所中日の前頭2枚目琴ノ若 － 横綱朝青龍戦では、琴ノ若の上手投げで朝青龍が仰向けになりながらもブリッジ状態でなお廻しを離さず、バランスを崩した琴ノ若が、朝青龍の頭に覆い被さらぬよう先に手をついた。立行司31代木村庄之助はかばい手と見なし軍配を琴ノ若にあげたが、物言いの末に同体取り直しとなった。朝青龍を死に体と見なさず、琴ノ若のかばい手を認めないのであれば、先に手をついた琴ノ若はつき手となり行司差し違えで朝青龍の勝ちではないかと議論を呼んだ（しかし日本相撲協会への抗議は「朝青龍は既に死に体、琴ノ若はかばい手だ」という意見が殆どだった）。

## 派生語
『死に体』という用語は、相撲以外においても回復が困難な状況・状態や、すでに意義を持たないものなどに対して用いられる（例：死に体内閣）。詳しくはレームダックを参照。